# Gaetano Rummo
Gaetano Rummo (Benevento, 6 luglio 1853 – Napoli, 11 maggio 1917) è stato un medico e politico italiano.
(Giuseppe Moscati)

## Biografia

### La giovinezza e la formazione
Gaetano Rummo nacque il 6 luglio 1853 a Benevento, nel palazzo “Isernia-Dell'Aquila”, situato in piazza Orsini nei pressi del Duomo della città. Figlio di Francesco, un modesto commerciante, e di Luisa Sannini, con determinazione seguì gli studi classici a Napoli e frequentò nella stessa città la facoltà di medicina e chirurgia. Laureatosi nel 1879, appena ventiseienne, fu assistente del professor Salvatore Tommasi e del professor Salvatore De Renzi. Due anni dopo, vincitore di una borsa di studio a Parigi, s'allontanò da Napoli, dove era stato vittima di un'ingiustizia durante un concorso per coadiutore medico all'Ospedale degli Incurabili. Rummo eseguì di nascosto l'autopsia sul paziente nel frattempo deceduto, dimostrando la validità della sua diagnosi e l'errore dei medici che avevano vinto il concorso. L'ambiente medico parigino ebbe un ruolo importantissimo nella preparazione del Rummo. Sotto la guida di insigni professori approfondì le sue conoscenze di neuropatologia e di cardiologia, ponendo le basi dei suoi studi futuri.

### L'attività scientifica ed universitaria
Di ritorno da Parigi, fu prima libero docente in materia medica e farmacologica sperimentale, ebbe poi la cattedra d'insegnamento presso l'Università di Napoli.
Si dimostrò un maestro molto capace: le sue lezioni si distinguevano per rigore logico, completezza e sicurezza di giudizio; erano, inoltre, arricchite da quadri rappresentativi e disegni preparati per l'occasione. La sua analisi meticolosa e la sua esposizione lucida e persuasiva riuscivano a creare una comunione con l'allievo, che sembrava chiamato a dover valutare e condividere le sue puntuali osservazioni.
Per primo in Europa fu promotore dell'uso del fonografo per registrare la voce dei malati a scopo di ricerca.
Fece uso anche della fotografia per le sue indagini e della cinematografia per le sue lezioni: Rummo faceva riprendere da un operatore eloquenti casi clinici per poi riproporli in aula agli allievi.
Al 1887 risalgono le ricerche condotte dal Rummo e da suo nipote Andrea Ferrannini sulla patologia e sulla terapia delle malattie cardiache, con la seguente classificazione dei farmaci cardiocinetici.
| Classe farmaco          | Azione                                                     | Esempio                                         |
| ----------------------- | ---------------------------------------------------------- | ----------------------------------------------- |
| Miocardiocinetici       | azione sul miocardio e trascurabile sui nervi              | strofantina e eleborrina                        |
| Mioneuro-cardiocinetici | con azione prima sul miocardio e poi sui nervi             | digitalina, upas antiar, oleandro, eritrofleina |
| Neuromio-cardiocinetici | con azione principale sui nervi e secondaria sul miocardio | convallaria, adonina                            |
| Neuro-cardiocinetici    | con azione quasi esclusiva sui nervi                       | stricnina, sparteina, caffeina, canfora         |

Sempre con lo stesso Andrea Ferrannini compì studi sulle aritmie e la loro origine, dimostrando che la "Teoria di Eccitazione del vago" di Ludwig Traube e la "Teoria di Stanchezza miocardica" di Étienne-Jules Marey non erano contraddittorie, ma si completavano nel quadro delle cause determinanti l'insorgenza dell'aritmie.
Nello stesso anno, sperimentò per primo l'azione farmacologica dell'atropina nelle bradicardie di origine vagale: sostenne infatti che somministrando un milligrammo di atropina per via ipodermica si sarebbe ottenuto un aumento delle pulsazioni cardiache.
Qualche tempo dopo smentì nuovamente Traube riguardo alla classificazione dell'alternanza del polso, che il Rummo non classificò più come malattia ma come causa associata a diversi stati patologici.
Con Andrea Ferrannini e Antonio Cardarelli studiò l'ipertrofia cardiaca, elaborando la prova della pressione gravimetrica delle femorali, successivamente chiamata prova di Katzenstein.
Nel 1888, Rummo vinse il concorso per la cattedra di Patologia medica presso l'Università di Siena e si trasferì nella provincia toscana. Al periodo senese risalgono numerosi studi, soprattutto in ambito cardiaco. Nel 1890 insegnò anche presso l'Università di Pisa, dove curò la pubblicazione del “Trattato di terapia medica generale” e delle “Lezioni di clinica medica”.
Il Rummo, però, serbava il desiderio di trasferirsi presso l'Università di Firenze, ma non era gradito nell'ambiente fiorentino. Si dimise allora, dalla cattedra di professore ordinario per partecipare ufficialmente al concorso indetto dalla facoltà di Firenze. Ma dopo aver vinto il concorso, rifiutò e nel 1895 si trasferì all'Università di Palermo per accettare l'incarico alla cattedra di clinica medica.
Nel 1901-1902 fu preside della facoltà di Medicina, dando origine ad uno dei primi istituti clinici moderni d'Italia. Non abbandonò le sue ricerche: descrisse la cardioptosi (malattia di Rummo) e, sempre con la collaborazione del caro nipote Ferrannini, il geroderma genitodistrofico (morbo di Rummo e Ferrannini).
Nel 1906 Gaetano Rummo fece ritorno a Napoli, presso la cui università insegnò clinica medica e diresse la nuova terza clinica della facoltà di medicina, che divenne, grazie a lui, un istituto d'avanguardia.
Appena ritornato a Napoli tenne una conferenza suscitando l'interesse del giovane Giuseppe Moscati, che subito inoltrò una richiesta per essere ammesso al concorso di aiuto nella sua clinica.
Nel 1912 fu convocato con Antonio Cardarelli da un ricco proprietario terriero siculo. Il medico, sebbene non godesse della fama di Cardarelli, fece telegrafare il suo onorario prima di lasciare Napoli: diecimila lire per ciascuno, quando invece il collega ne aveva chieste solo duemila. Il ricco proprietario rispose: «Preferisco morire».

## L'attività giornalistica
Geatano Rummo è considerato il più ardito e antico pioniere del giornalismo medico. Oltre ad essere autore di un cospicuo numero di pubblicazioni di carattere medico, fu ideatore, fondatore e direttore della rivista La riforma medica.

### La riforma medica
La riforma medica è una rivista medica fondata da Gaetano Rummo nel 1885 a Napoli.
La prima sede della redazione era situata in Piazza VII Settembre, 22.
La rivista nacque come quotidiano e fu pubblicata come tale fino al 1905, quando divenne settimanale, per poi diventare successivamente quindicinale.
Il giornale ebbe un ruolo fondamentale nel panorama medico italiano, tanto da essere definito “importante palestra di tutte le scuole mediche italiane”. Molti furono i personaggi di spicco, clinici e non, a collaborarvi, tra cui Antonio Cardarelli, Luigi Ferrannini, Andrea Ferrannini e Giuseppe Moscati che ebbe un incarico speciale nella diffusione della rivista all'estero: fu infatti designato dallo stesso Rummo corrispondente in inglese e tedesco, lingue che il Moscati conosceva molto bene.
Alla morte di Gaetano Rummo la direzione della rivista passò al figlio avv. Amedeo Rummo, che ne era già da tempo l'editore. Nel 1926, all'Esposizione Internazionale tenutasi a Bruxelles nell'ambito delle Giornate Mediche, la rivista fu l'unica tra quelle italiane ad essere premiata con il Grand Prix, la massima onorificenza. Dal 1977 fu edita dalle Edizioni Minerva Medica di Torino.

## L'attività politica
Rummo fu anche un importante esponente politico. Fu consigliere comunale e provinciale e deputato al Parlamento per il Collegio di Benevento durante il governo Crispi nel 1895 e il governo Giolitti nel 1904. Membro del Consiglio superiore della pubblica istruzione e si impegnò per la promozione di riforme sociali e della scuola. 
Rimase sempre molto legato ai problemi della sua terra natìa e cercò di incentivarne l'economia con varie iniziative, tra cui l'istituzione della Camera di Commercio di Benevento nel 1902. Ebbe un ruolo importante anche nella raccolta dei fondi per finanziare gli scavi del Teatro romano di Benevento.

## Onorificenze
- Commendatore[16]

Nella città di Benevento sono state dedicate a Gaetano Rummo una via, un liceo scientifico, un ospedale e un busto nel parco comunale.

## Scritti

### Opere principali
- Compendio di terapia clinica (1886)
- Trattato di terapia medica generale (1892)
- Lezioni di clinica medica (1894)

### Altre opere
- “Il morbo di Addison : ricerche cliniche ed istologiche sopra un caso osservato nell'ospedale clinico di Napoli : studii di patogenesi e di patologia sperimentale / pel dottor Gaetano Rummo”, (1881)
- “Sulla polmonite a decorso atipico”, (1881)
- “Relazione sulle varie acque stazioni balneari nel golfo di Napoli”, (1887)
- “Semejologia e patogenesi delle aritmie”, (1887)
- “Azione biologica comparata dei farmaci cardiaci e azione terapeutica dello strofanto e della strofantina”, (1888)
- “La Cardioptosi-malattia di Rummo”, (1888)
- “La circolazione cerebrale dell'uomo allo stato normale e sotto l'influenza dei farmaci ipnogeni”, (1888)
- “Le pleuriti pulsanti. La pulsazione esopleurica ed endopleurica. Nuovi segni dei versamenti pleurici abbondanti”, (1888)
- “Ricerche sperimentali relative alla terapia della tubercolosi”, (1888)
- “Resoconto dei lavori compiuti nell'anno scolastico”, (1889)
- “Iconografia fotografica del grande isterismo: istero-epilessia”, (1890)
- “La pubblica istruzione in Italia”, (1892)
- “Le inalazioni di jodoformio e di olio essenziale di trementina nella cura dei morbi bronco pulmonari : ricerche clinico terapeutiche fatte nella clinica medicapropedeutica diretta dal prof. E. De Renzi / pel Gaetano Rummo”, (1892)
- “Trattato di terapia medica generale”, (1892)
- “Lezioni di clinica medica”, (1894)
- “Manuale di terapia clinica-formolario terapeutico ragionato preceduto dal quadro diagnostico delle malattie”, (1894)
- “Studi di termometria cranica”, (1899)
- “Le anemie spleniche: la cirrosi epatica di origine splenica”, (1907)
- “I tumori della base dell'encefalo / G. Rummo ; lezioni raccolte dal dr. G. Severino”, (1909)
- "Sulle febbri e febbricole setticemiche polimorfe. Lezioni raccolte dal dr. R.Ciauri", (1909)
- “Le malattie dello stomaco : gastropatie dinamiche ed organiche / G. Rummo ; lezioni raccolte dal D.r P. Tria”, (1911)
- “La cura chininica delle febbricole”, (1915)
- “Terapie delle malattie di cuore”, (1916)
- “Manuale di terapia clinica”, (1917)
- “Le malattie dello stomaco-gastropatie dinamiche ed organiche”, (1921)
- “Un nuovo segno grafico importante per la diagnosi degli aneurismi aortici”, (Rummo e Ferrannini su “Riforma medica”);
- “Un nuovo segno grafico importante per la diagnosi degli aneurismi intracavitari”

Gaetano Rummo fu accusato dal prof. Bartolo Nigrisoli di aver copiato dalla tesi di laurea del prof. Alessandro Codivilla la pubblicazione sulle pleuriti pulsanti del 1888. Il prof. Luigi Ferrannini con un articolo sulla Minerva Medica difende l'opera del Rummo argomentando con una descrizione meticolosa e cronologica dei fatti.